# NEOWISE彗星 (C/2020 F3)
NEOWISE彗星 (C/2020 F3) は、赤外線観測衛星NEOWISEによって2020年に発見された長周期彗星である。NEOWISE彗星という名称のついた彗星は複数発見されているため、明確な区別のために以下、本文では「C/2020 F3」と呼称する。日本国内ではネオワイズ彗星と表記されることが多い。「2020年の大彗星 (The Great Comet of 2020) 」とも呼ばれている。

## 発見と特性

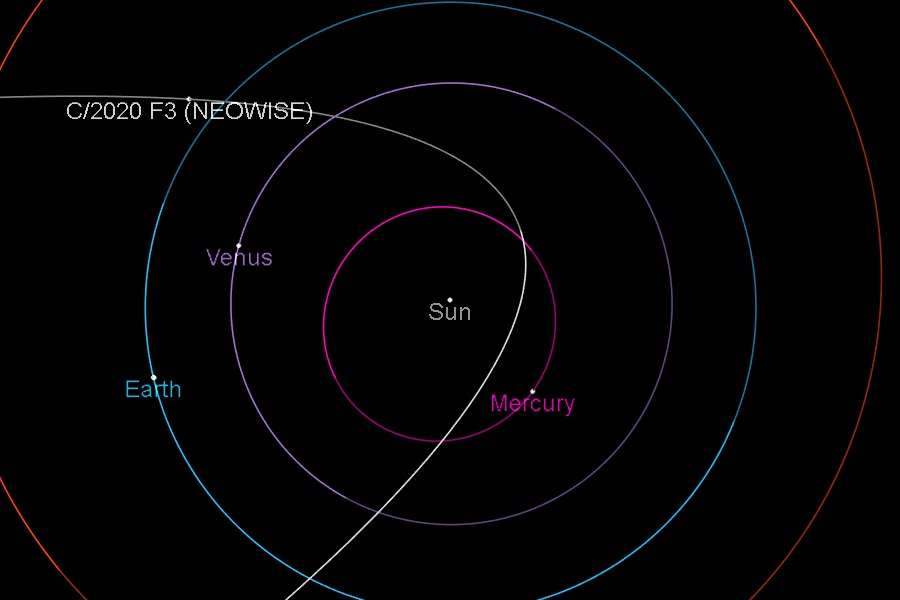
NEOWISE彗星 (C/2020 F3)の軌道

C/2020 F3は2020年3月27日、アメリカ航空宇宙局（NASA）が2009年に打ち上げた赤外線観測衛星NEOWISEでの観測から発見された。C/2020 F3は軌道離心率が1（1だと放物線軌道、それを超えると双曲線軌道になる）に非常に近い極めて潰れた楕円軌道で太陽を公転しており、オールトの雲から飛来してきた天体とされている。極めて極端な楕円軌道を公転しているため、近日点では水星よりも内側の太陽から約0.29 au（約4400万 km）まで接近するが、遠日点では709.35 au（約1061億 km）まで遠ざかる。黄道面に対する軌道傾斜角は約129度に達する。
太陽系内部へ飛来する前の公転周期は4,300年であったが、2020年の太陽系の内部への接近により現在では6,700年程度まで長くなっている。2020年7月5日時点の軌道要素では、次に近日点を通過するのは8786年頃になるとされていたが、2020年7月21日時点でジェット推進研究所が公開している小天体データベースJPL Small-Body Databaseが採用している、元期2020年8月3日の軌道要素に沿うと、次にC/2020 F3が近日点を通過するのは8704年頃となる。
NEOWISEによって撮影された赤外線画像からは、C/2020 F3の核の直径は約5 kmほどと推定されている。これはエンケ彗星（4.8 km）や百武彗星（4.2 km）の核の直径よりも大きく、この程度の規模の核を持つ彗星は大抵が短周期彗星である。赤外線画像と可視光線によるデータを組み合わせた結果、核は煤けた暗い粒子によって覆われているとみられている。
2020年7月13日には、これまでヘール・ボップ彗星やアイソン彗星などの非常に明るい彗星でしか確認されていなかった「ナトリウムの尾」がC/2020 F3に存在することが発表された。

## 観測

### 地球上からの観測
2020年の前半にはすでにATLAS彗星 (C/2019 Y4)とSWAN彗星 (C/2020 F8)の2つの彗星が太陽に接近し、明るい彗星になることが期待されたが、共に近日点通過前に核が崩壊し、それほど明るくなることはなかった。それに対して、これらの彗星の後に太陽に接近したC/2020 F3は近日点通過後も核の崩壊が発生せず、長い尾を伴う巨大な彗星となり、多くの天体観測者を魅了させた。その尾の大きさからC/2020 F3は、メディアなどでは1997年に観測された大彗星であるヘール・ボップ彗星と対比されることもある。
発見当時の見かけの等級は17等級だったが、6月頃には眼視等級まで達した。C/2020 F3は2020年7月3日（日本時間では7月4日）に近日点を通過したが、彗星接近前はこのころのC/2020 F3の見かけの等級は最大でも約3等級程度と予想されていた。しかし、C/2020 F3は近日点通過直前から予想以上の増光を起こし、6月末にはC/2020 F3は0〜1等級程度にまで明るくなり、夜明け前の空の低い位置に尾をなびく様子が肉眼でも観測された。近日点通過直後には彗星のダストテイル（塵の尾）の長さは地球上から見ると約6度に達し、また淡い青色のイオンテイル（イオンの尾）も観測されている。日本国内でも、沖縄県の石垣島天文台を始め、広い地域で尾をなびく姿が観測されている。
7月中旬からはC/2020 F3は日没後の北西の空に見えるようになり、7月23日に地球から約1億300万 kmの距離まで最接近する。その後、7月下旬にかけてC/2020 F3は暗くなっていき、8月下旬には肉眼で観測することができなくなると予想されている。

### 宇宙からの観測

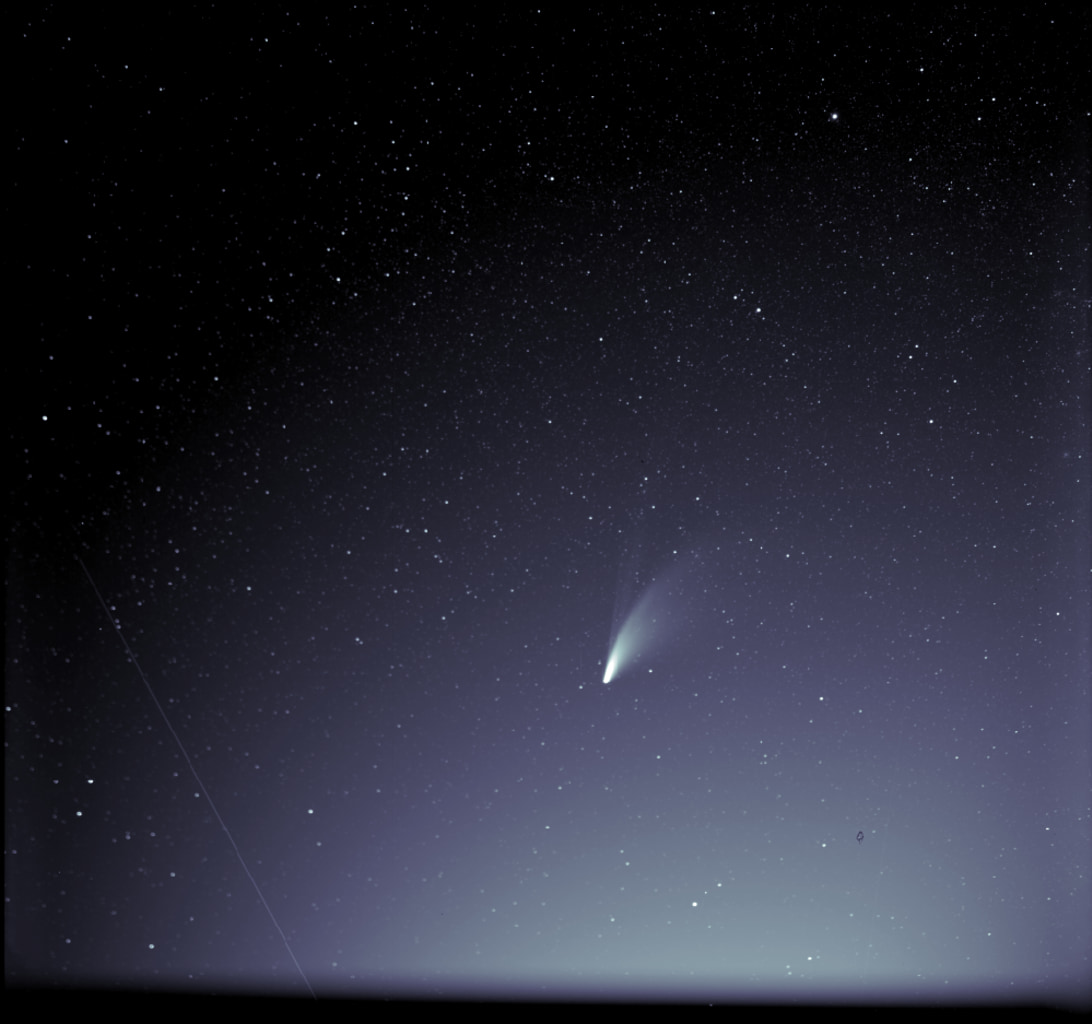
2020年7月5日にパーカー・ソーラー・プローブが撮影したNEOWISE彗星

6月22日 - 27日には、C/2020 F3は太陽観測衛星SOHOのLASCO C3カメラが撮影しているコロナグラフ画像の視野内に写り込んだ。コロナグラフ画像に写り込む頃にはC/2020 F3の見かけの明るさは3等級よりも明るくなっていた。
また、尾をなびくC/2020 F3の様子は国際宇宙ステーション（ISS）に滞在中の宇宙飛行士や、太陽探査機のパーカー・ソーラー・プローブと太陽観測衛星のSTEREOからも撮影されている。パーカー・ソーラー・プローブに搭載されている光学観測装置「WISPR」からも、C/2020 F3から伸びるダストテイル（塵の尾）とイオンテイル（イオンの尾）の姿が観測されているが、この画像からイオンテイルがさらに2方向に分化している可能性が示されている。

## 画像

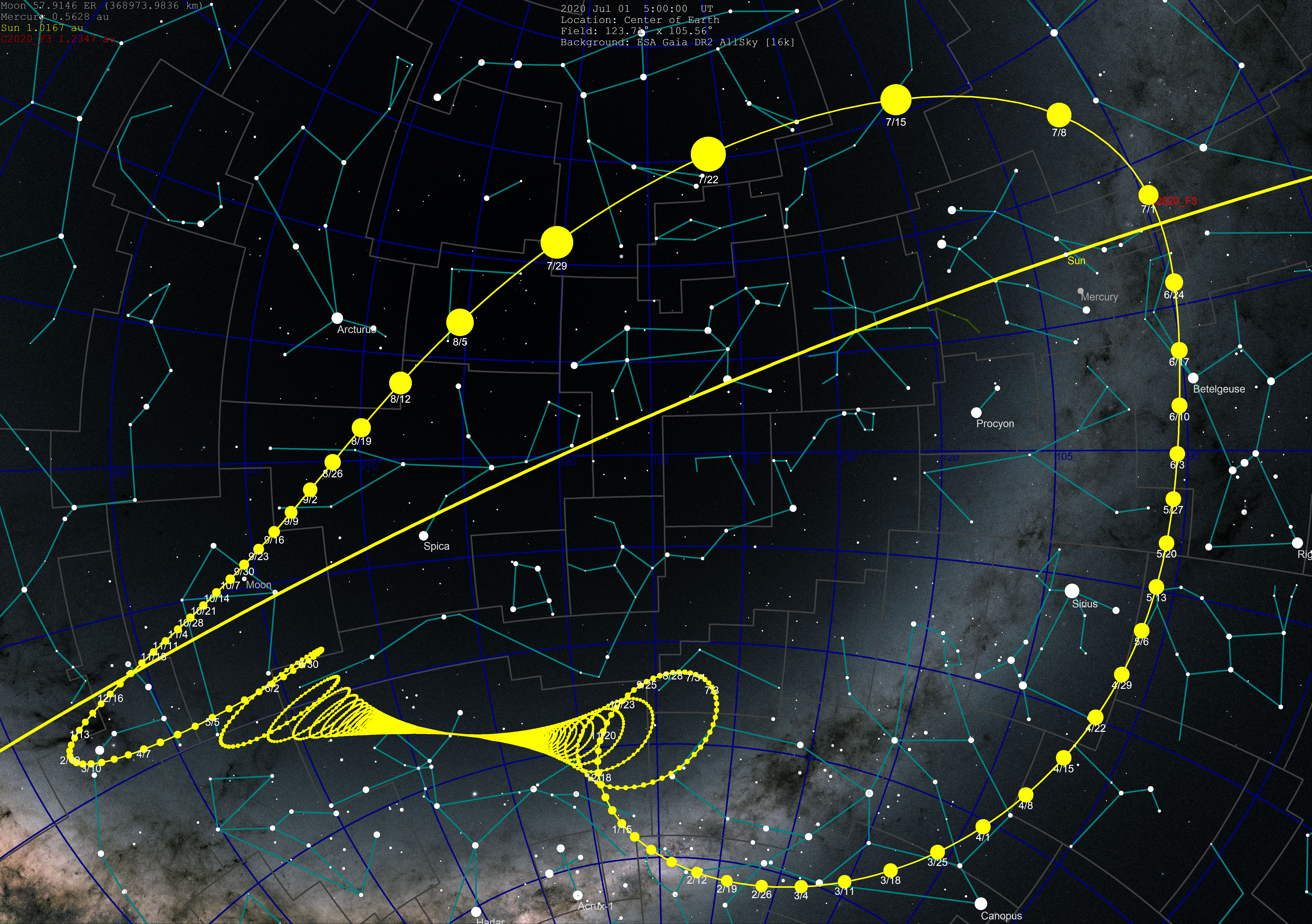
地球上から見たNEOWISE彗星の天球上の位置の変化を示した画像
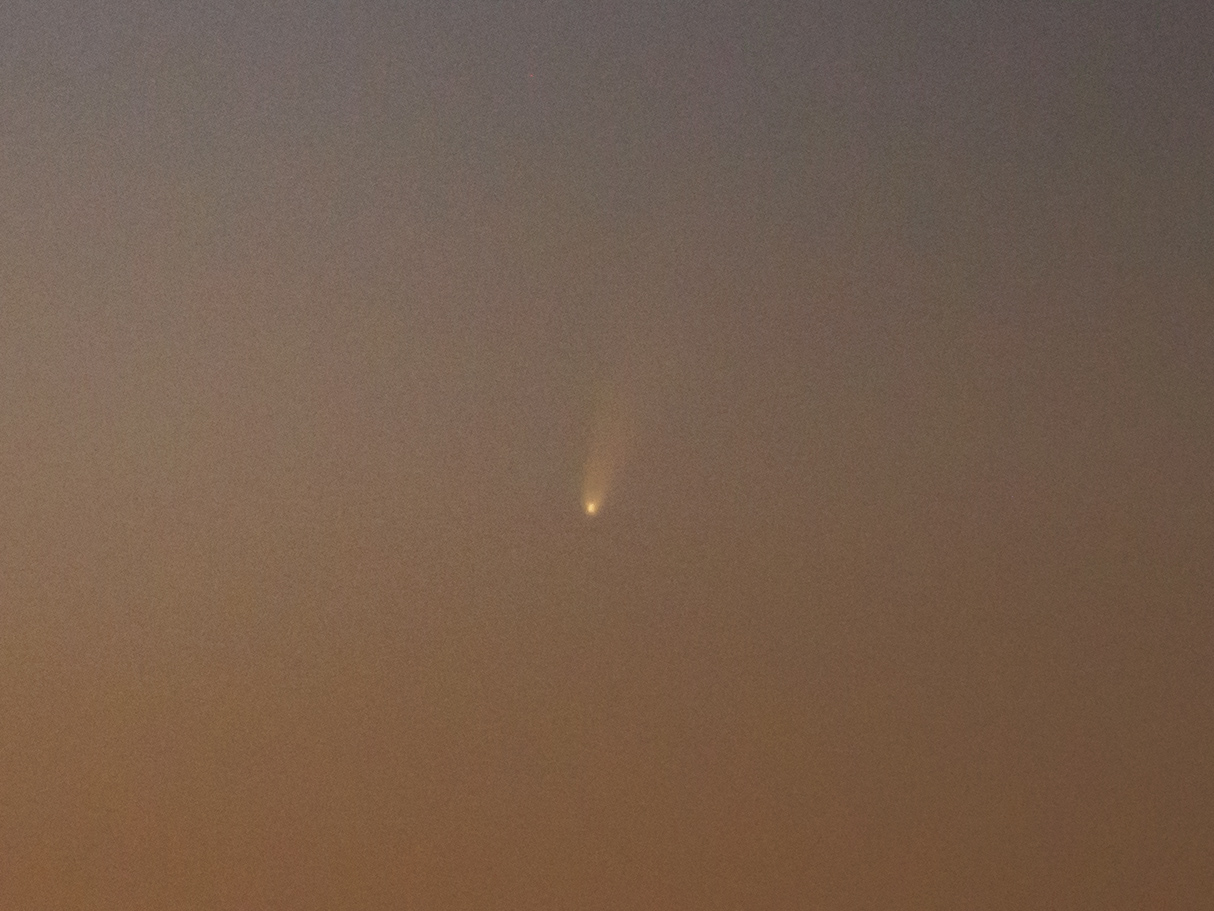
ギリシャ、イラクリオンで撮影
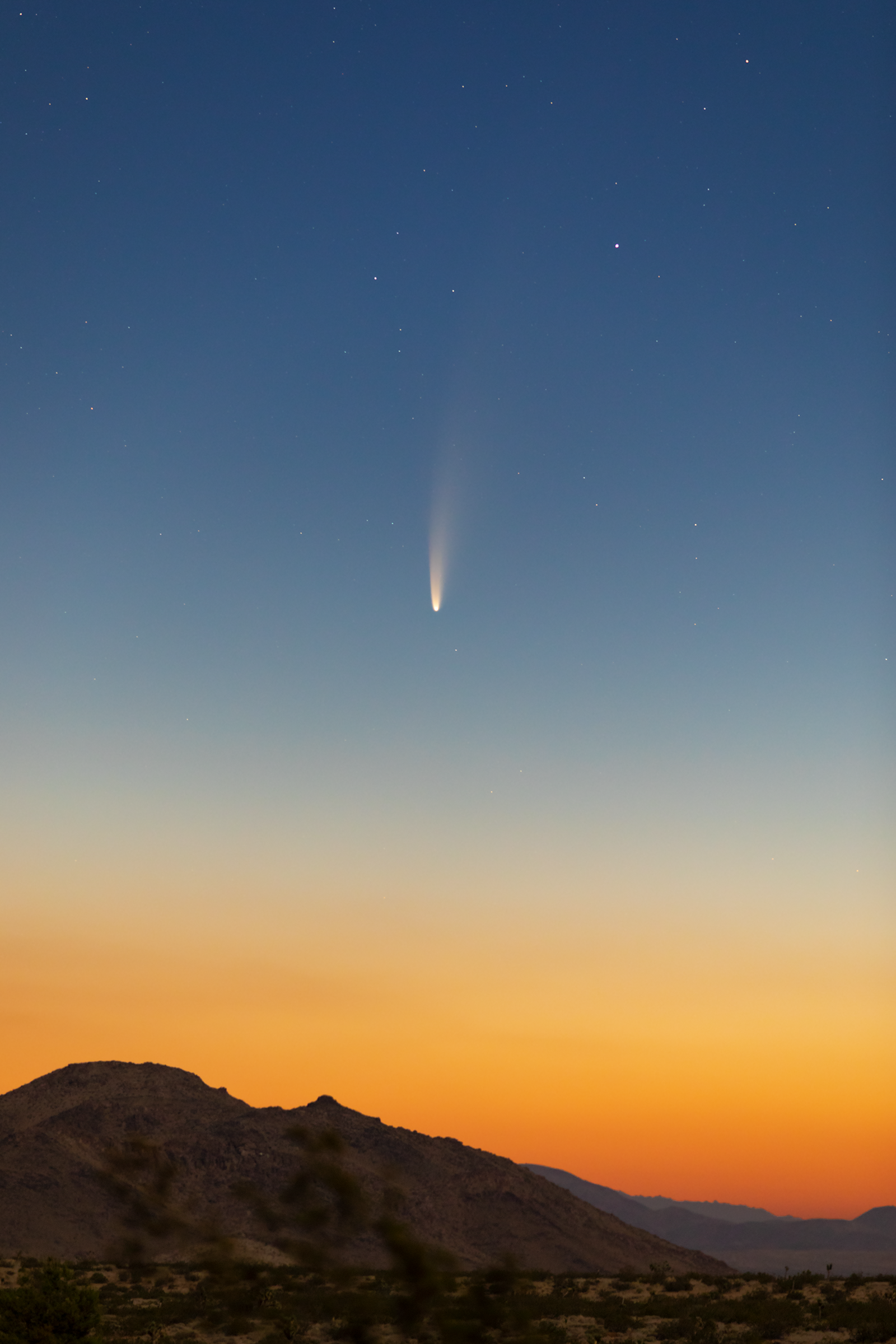
アメリカ、カリフォルニア州で撮影
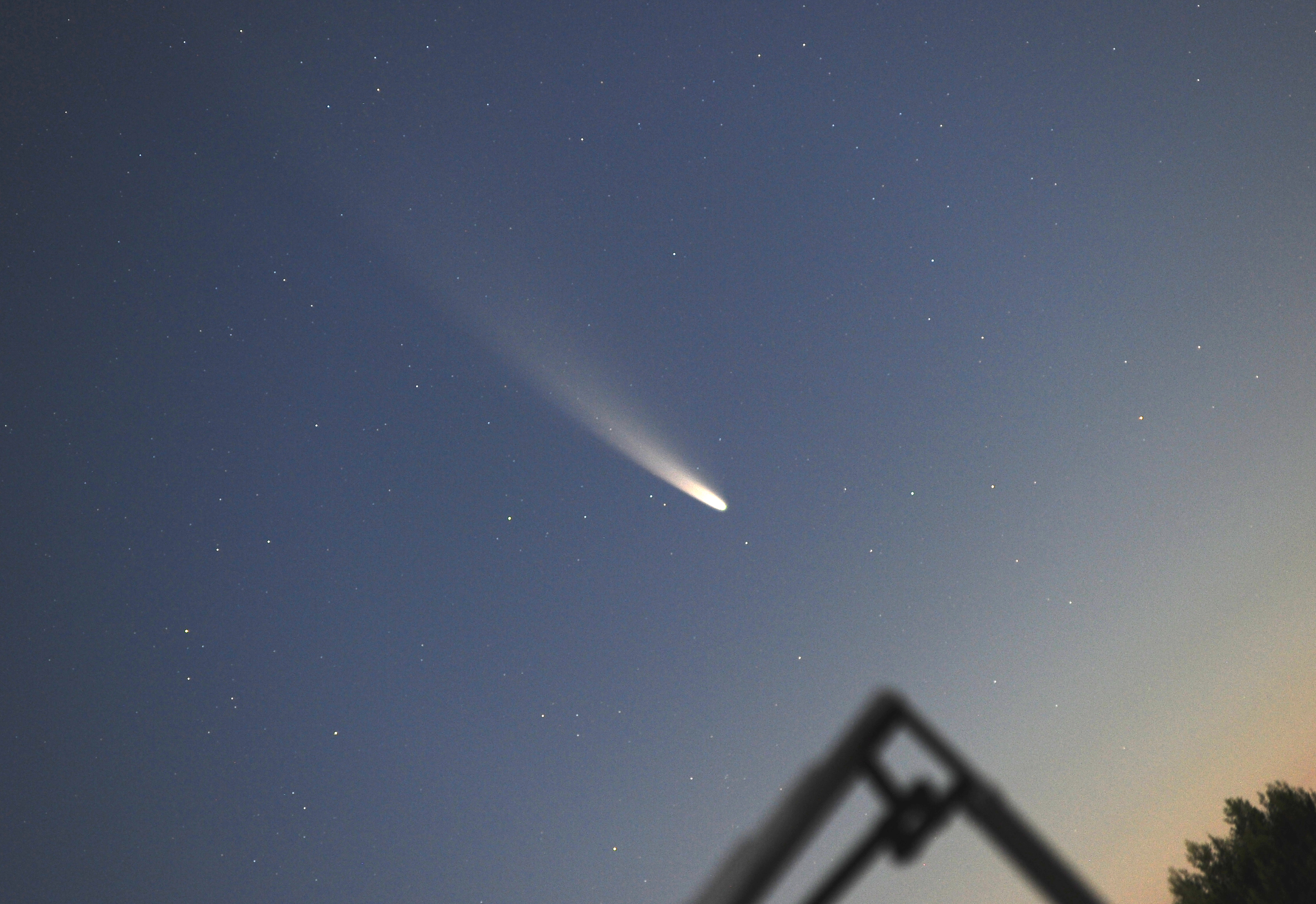
アメリカ、カリフォルニア州のアンテロープ・バレーで撮影
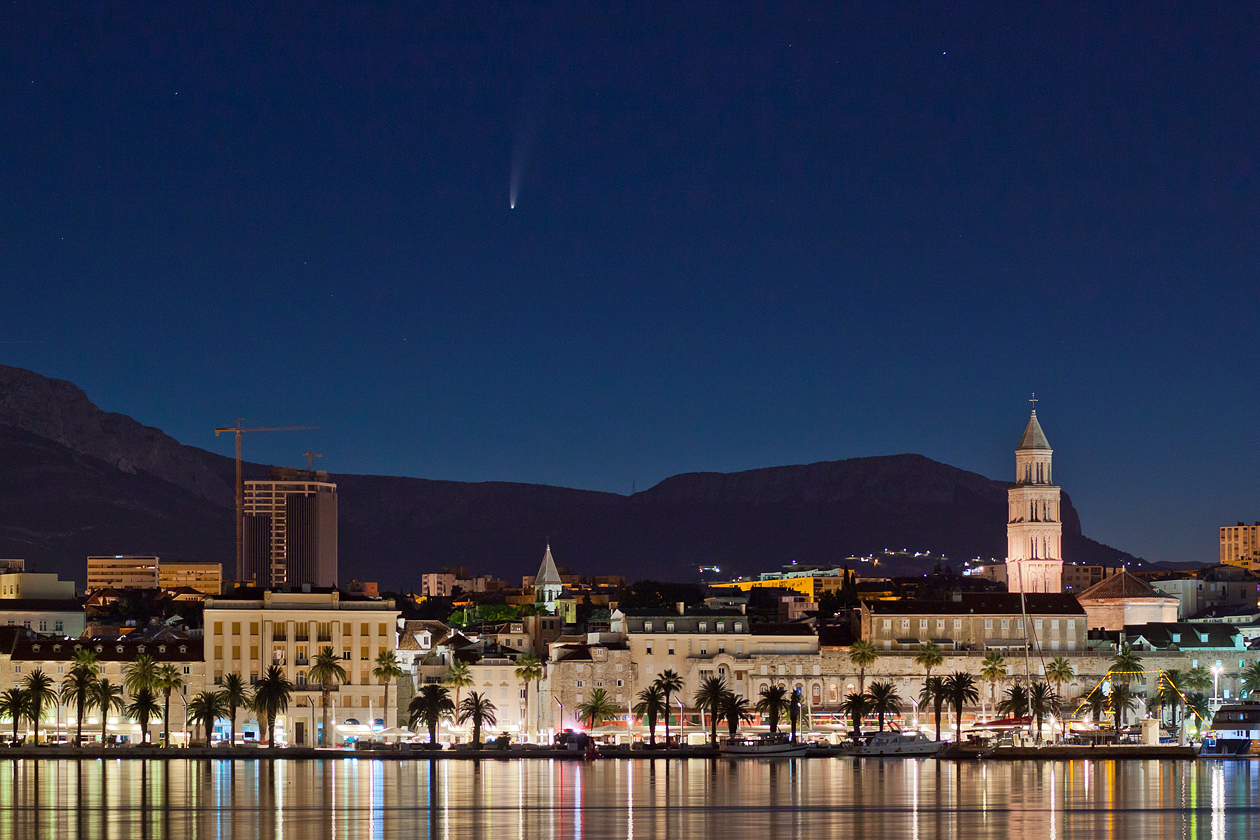
クロアチア、スプリトで撮影
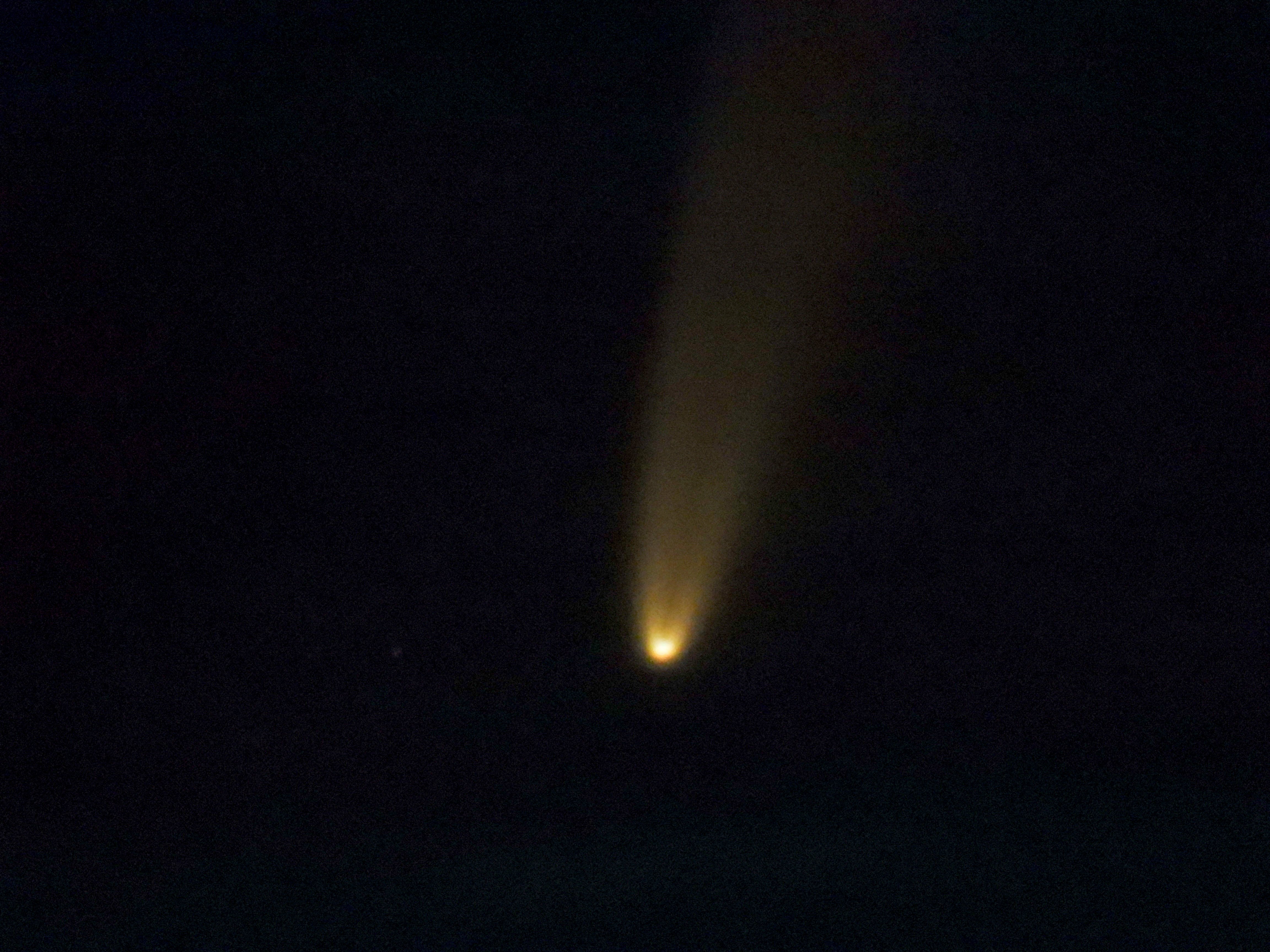
クロアチア、イストリア半島で撮影
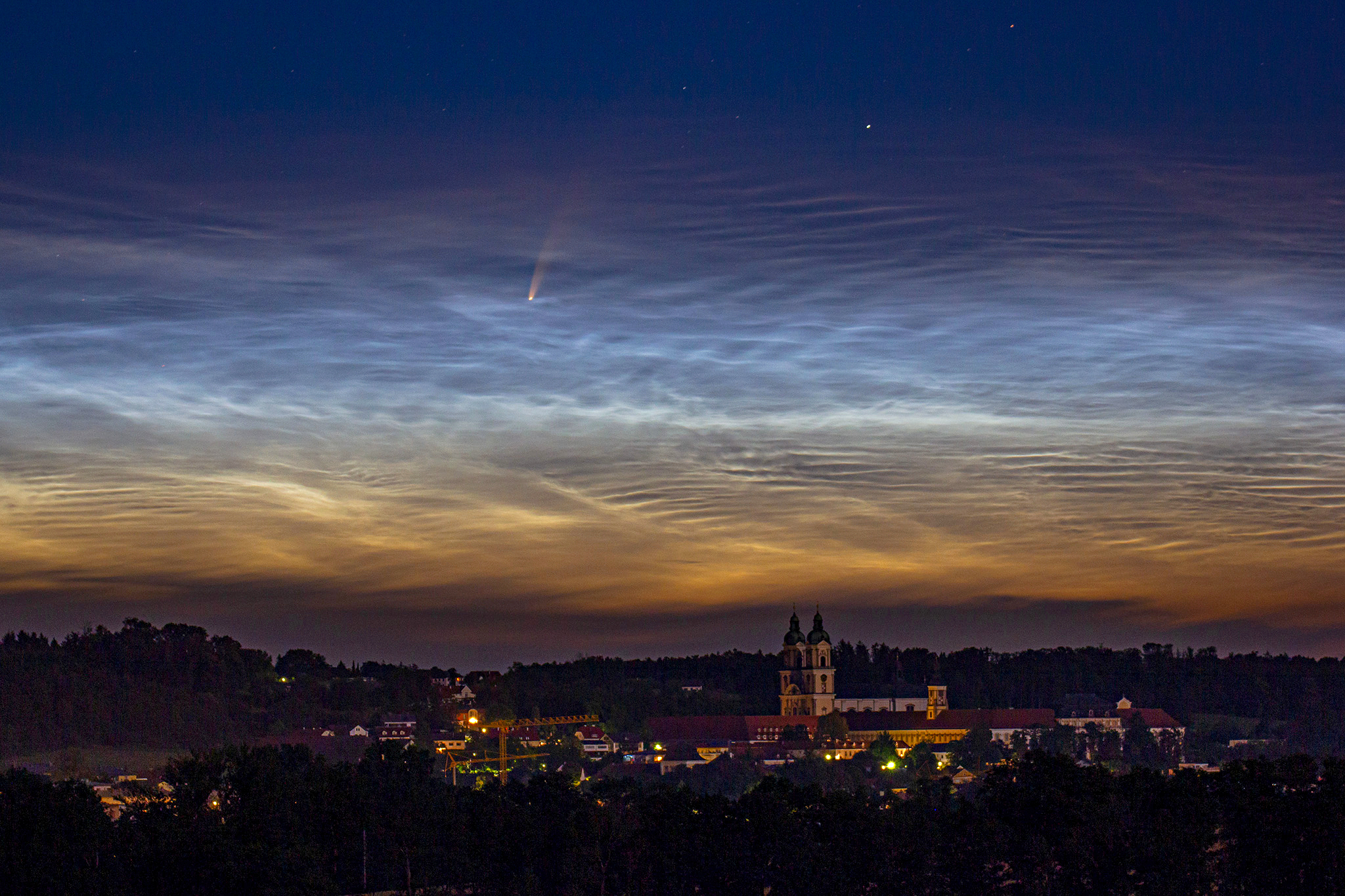
オーストリア、ザンクト・フローリアンで撮影
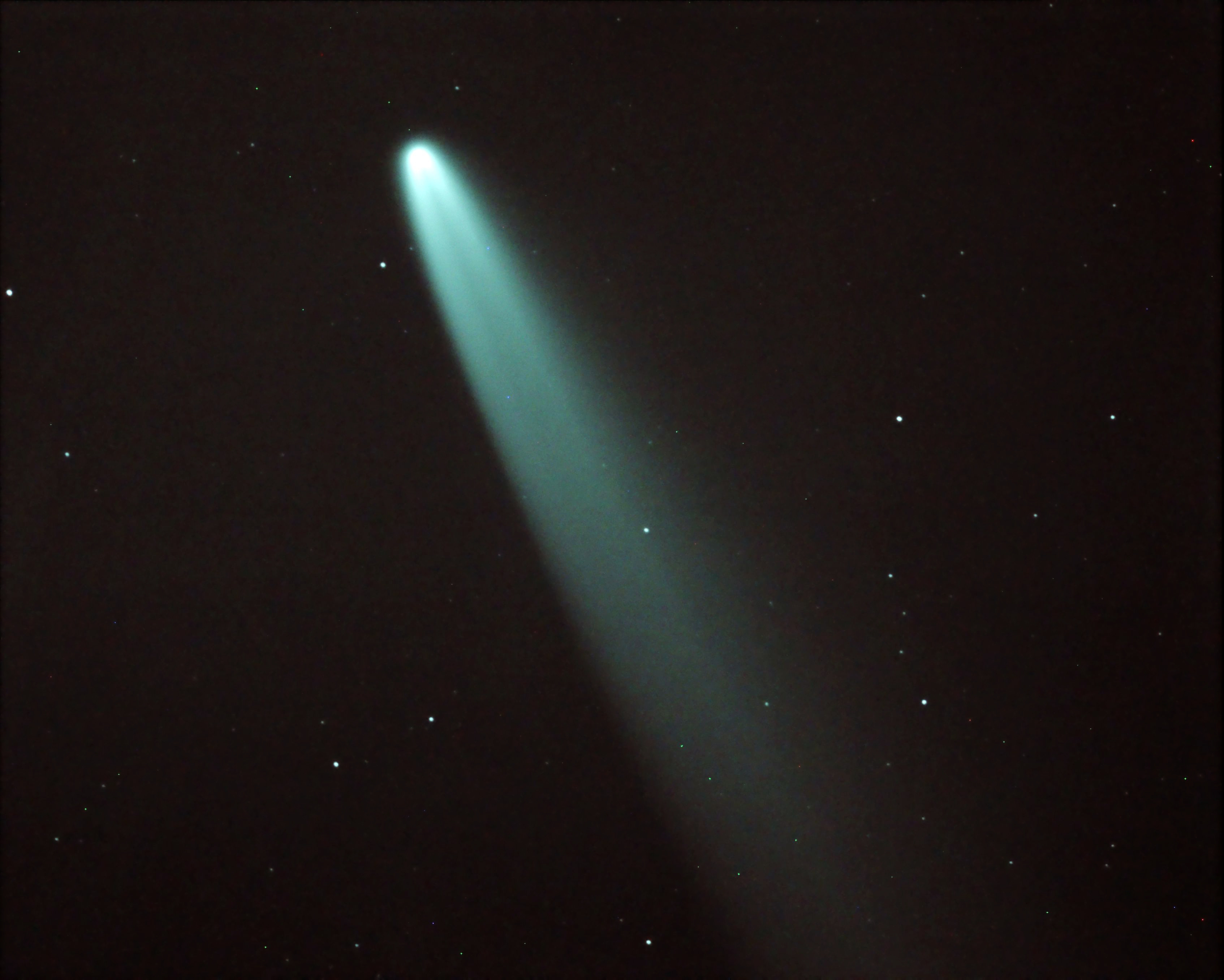
7月9日に撮影
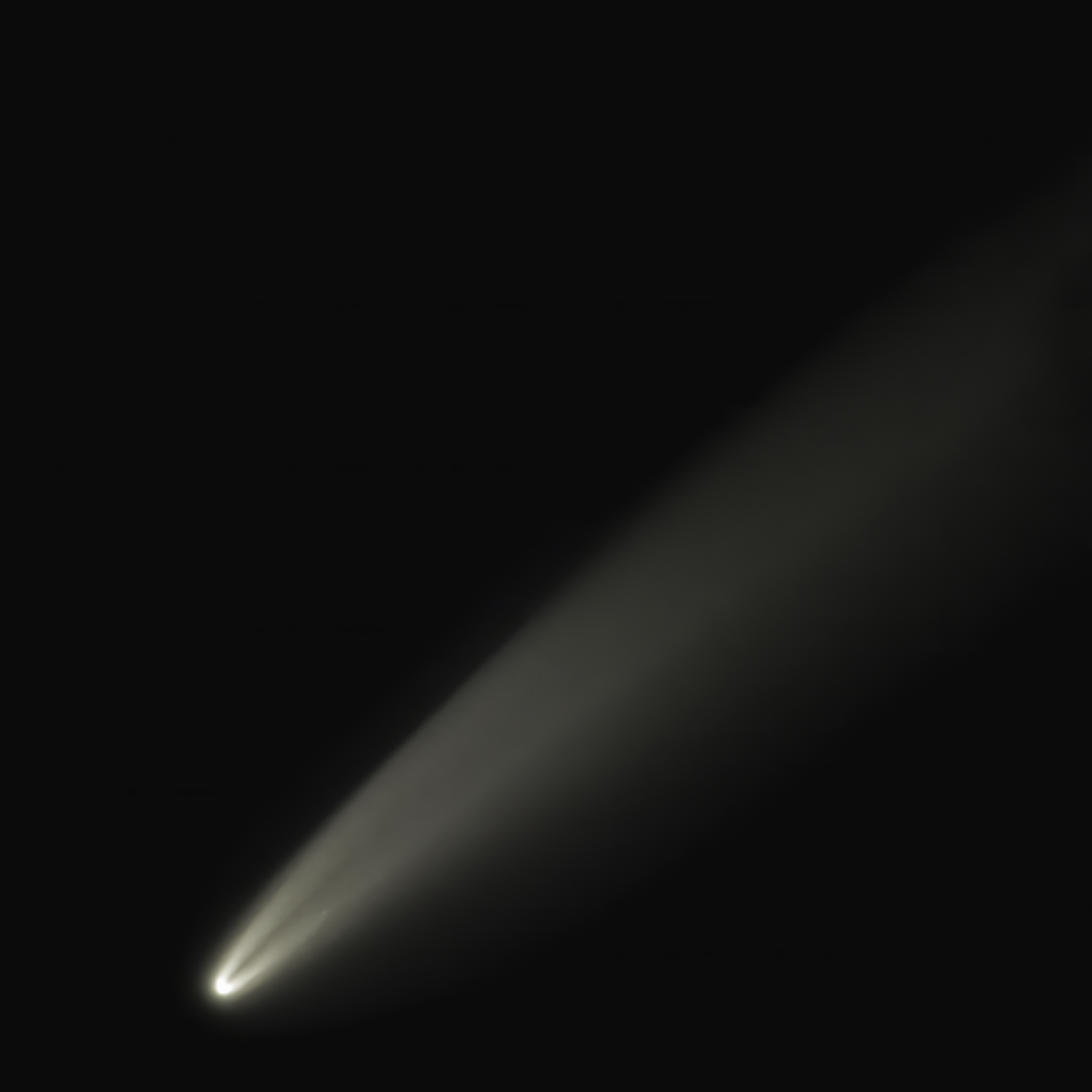
イタリア、フィレンツェで撮影
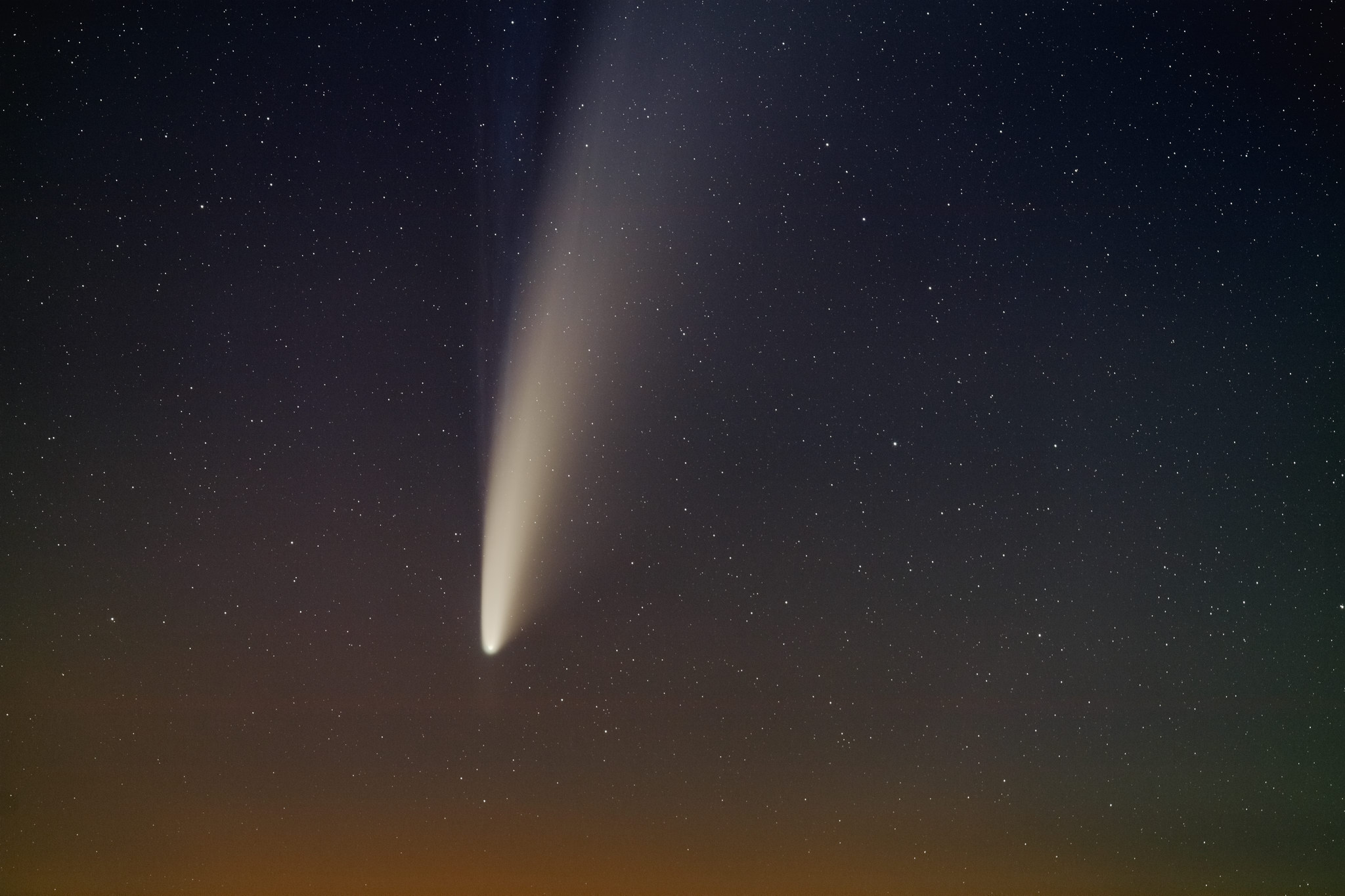
フランス、セーヌ＝エ＝マルヌ県で撮影
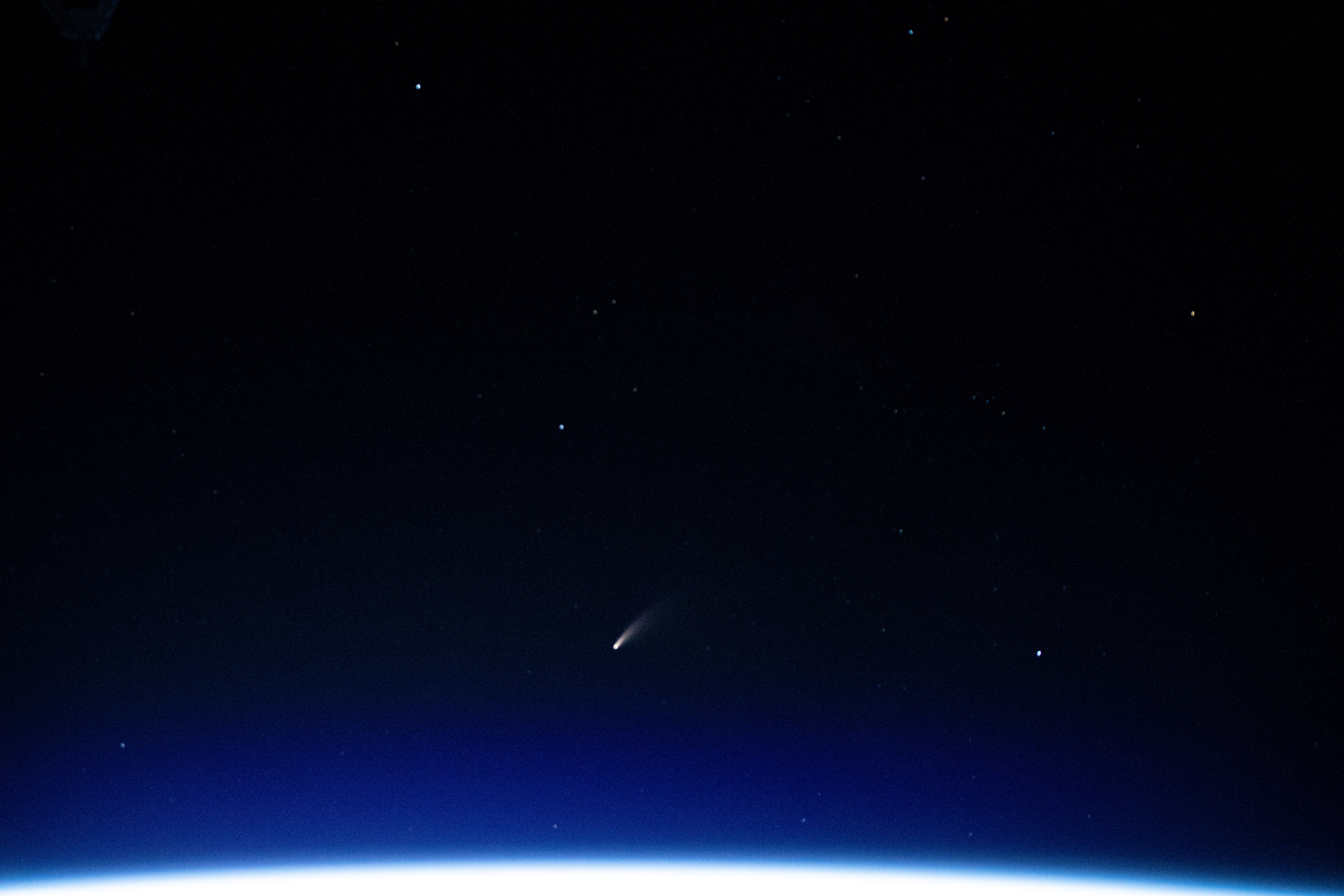
国際宇宙ステーションから撮影
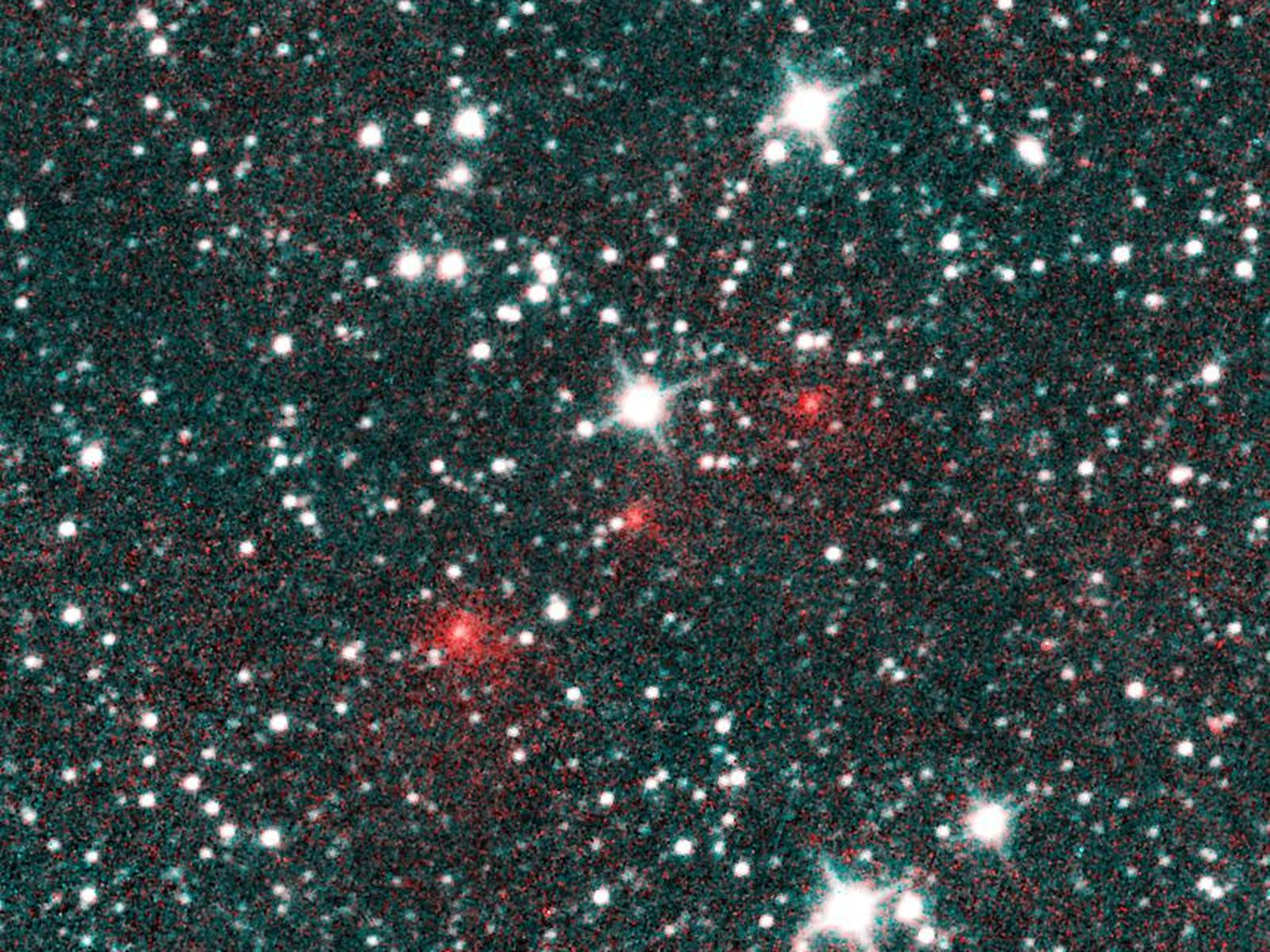
NEOWISEが撮影した数枚のNEOWISE彗星の赤外線写真を合成した画像。赤く微かに映っているのがNEOWISE彗星。